# Widdern
Widdern è un comune tedesco di 2 005 abitanti, situato nel land del Baden-Württemberg.
Il suo territorio è bagnato dal fiume Jagst.